# 科里·盖恩斯
科里·雅斯托·盖恩斯（英語：Corey Yasuto Gaines，1965年6月1日—），美国NBA联盟前职业篮球运动员。他在1988年的NBA选秀中第3轮第65顺位被西雅图超音速选中。